# Michael Anderson (filmrendező)
Michael Anderson (London, 1920. január 30. – Vancouver, 2018. április 25.) angol filmrendező. Fia, Ifj. Michael Anderson (1943-) színész.

## Életpályája
Édesapja Lawrence Anderson (1893-1939) színész volt. Irodai kifutófiúként kezdte, segédrendező volt, majd egy vígjátékban lépett fel. A második világháború alatt a légvédelemnél teljesített szolgálatot, majd a denhami stúdióban dolgozott. 1949-ben Peter Ustinov társrendezője volt. 1950-ben jutott első ízben önálló feladathoz. Az 1950-es években Londonban, mint színházi rendező is bemutatkozott.
Erőssége a technika, a tömegmozgatás, a látványos, kalandos elem. Hangvétele némileg ironikus. Hazáján kívül Hollywoodban is forgatott. Legismertebb munkája a Todd AO eljárással készült, világsztárok egész sorát felvonultató, elsősorban a nézők elkápráztatására törekvő, Jules Verne regénye nyomán készült 80 nap alatt a föld körül (1956). 1968-ban ő rendezte A halász cipője című filmet, melyben Anthony Quinn, Laurence Olivier és John Gielgud szerepelt.

## Filmjei

### Rendezőként
- A gátrobbantók (1955)
- 1984 (1956)
- 80 nap alatt a Föld körül (1956)
- A Mary Deare katasztrófája (1959)
- Szövetség az ördöggel (1959)
- Az előkelő fiatal kannibálok (1960)
- Menekülés Ashiyából (1964)
- A Crossbow-akció (1965)
- A Quiller jelentés (1966)
- A halász cipője (1968)
- Johanna nőpápa (1972)
- Neveletlenek (1975)
- Logan futása (1976)
- A gyilkos bálna (1977)
- Marsbéli krónikák (1980)
- Halálos telefonhívás (1982)
- Gideon kardja (1986)
- Millennium (1989)
- Katalin cárnő ifjúsága (1991)
- Tengeri farkas (1993)
- Némó kapitány (tévéfilm, 1997)
- Pinokkió (1999)

### Színészként
- Rendületlenül (1942)
- A milliókat érő arc (1981)
- Társulat (2003)

### Producerként
- Gyönyörű hulla (2010)
- G.B.F. (2013)